# MPP5
MPP5‏ (Membrane palmitoylated protein 5) هوَ بروتين يُشَفر بواسطة جين MPP5 في الإنسان.